# Manuscrito de Ternate
El manuscrito de Ternate (en inglés: "Ternate essay") es un manuscrito de Alfred Russel Wallace firmado "Ternate, febrero de 1858", en el que expuso sus ideas sobre los mecanismos de la evolución que conducen al origen y la conservación de las especies. El manuscrito, enviado a Charles Darwin desde la isla de Ternate en Indonesia, debía ser examinado por Darwin y remitido a Charles Lyell. Las ideas de Wallace recogidas en el manuscrito obligaron a Darwin a publicar rápidamente sus propias ideas sobre la selección y la divergencia biológica que subyacen en el El origen de las especies. Bajo el título On the Tendency of Varieties to departitely from the Original Type (Sobre la tendencia de las variedades a apartarse indefinidamente del tipo original), el manuscrito de Wallace, junto con un extracto del manuscrito inédito de Darwin Natural Selection y un resumen de una carta de Darwin a Asa Gray, fue leído ante la Sociedad Linneana de Londres el 1 de julio de 1858 y publicado en prensa el 20 de agosto de 1858.

## Obra

### Historia del origen

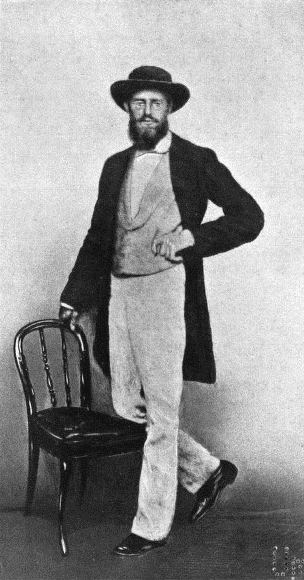
Una fotografía de Alfred Russel Wallace tomada en Singapur en 1862, que le muestra poco antes de su regreso a Londres.

Después de que Alfred Russel Wallace leyera por primera vez en 1845 la obra Vestigios de la historia natural de la creación (octubre de 1844), de Robert Chambers, se convenció de que la transmutación de las especies -como se llamaba entonces a la evolución- existía realmente. Desde entonces, buscaba pruebas sobre los mecanismos responsables de la formación de las especies.
En marzo de 1854, Wallace emprendió su segundo gran viaje que, tras su exploración de la región amazónica entre 1848 y 1852, le llevó esta vez a las islas del archipiélago malayo, durante el cual recogió 125.660 animales hasta 1862. En la región de Sarawak, en Borneo, Wallace escribió un artículo en 1854 en el que citaba hechos sobre la distribución geográfica y geológica de las especies que apuntaban a una ley sencilla, que resumía con las palabras: "Toda especie surgió en relación espacial y temporal con una especie estrechamente relacionada". En la primavera de 1856, cuando se vio obligado a desviarse de Singapur a través de Bali y Lombok para llegar a su siguiente destino, la ciudad de Macasar en la isla de Sulawesi, observó marcadas diferencias en la fauna de las islas de Bali y Lombok, que sólo estaban separadas por un estrecho de apenas 25 kilómetros de ancho (parte de la Línea de Wallace que ahora lleva su nombre). Desde enero de 1857, Wallace exploró las islas Aru durante casi seis meses. Se dio cuenta de que las pequeñas poblaciones confinadas en una zona geográfica limitada desarrollaban características adaptadas a sus respectivas condiciones ambientales.
Desde enero de 1857, Wallace exploró las islas Aru durante casi seis meses. Se dio cuenta de que pequeñas poblaciones confinadas a un área geográfica limitada desarrollaban rasgos adaptados a sus condiciones ambientales particulares.
Hacia 1853, Wallace y Charles Darwin comenzaron a cartearse. A finales de abril de 1857, Darwin recibió una carta fechada el 10 de octubre de 1856, en la que Wallace se refería a su artículo de 1855 en los Annals and Magazine of Natural History (Anales y Revista de Historia Natural). Darwin le contestó casi de inmediato; señaló sus procesos de pensamiento coincidentes: "Veo claramente que hemos pensado de forma muy similar y hasta cierto punto hemos llegado a conclusiones parecidas", pero al mismo tiempo subrayó que llevaba veinte años trabajando en el tema de cómo las especies y las variedades se diferencian entre sí: "Este verano se cumplirán veinte años (!) desde que abrí mi primer cuaderno sobre la cuestión de cómo y en qué se diferencian las especies y las variedades." Ya a finales de 1855, Edward Blyth y Charles Lyell habían llamado la atención de Darwin sobre el ensayo de Wallace. A finales de 1857, Darwin escribió: "Admiro y honro infinitamente su celo y valor en la buena causa de la ciencia natural; y tiene mis más sinceros y sentidos deseos de éxito de todo tipo; y que todas sus teorías tengan éxito [...]".

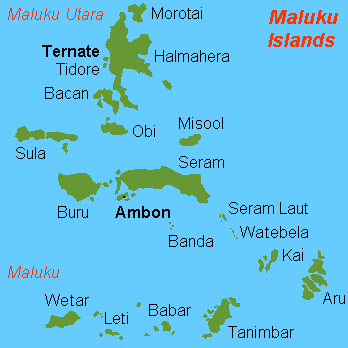
Las Molucas con la pequeña isla de Ternate

A finales de enero de 1858, Wallace cruzó de Ternate a la isla de Halmahera para curarse de la malaria en una sencilla cabaña de hojas de palmera en la bahía de Dodinga. A finales de febrero de 1858, durante uno de sus ataques de fiebre de dos a tres horas, tuvo la idea crucial. Recordó su lectura de Ensayo sobre el principio de la población (Essay on the Principle of Population, 1798) de Thomas Robert Malthus y su principio de "lucha por la existencia", que Malthus utilizó para explicar por qué no se produce un crecimiento excesivo de la población.
El 1 de marzo de 1858, regresó a su casa en la isla moluca de Ternate y escribió sus pensamientos en tres días. A continuación, escribió una carta a Darwin para acompañar su manuscrito, en la que le pedía que examinara su trabajo y que remitiera el manuscrito al renombrado geólogo Charles Lyell, ya que éste había recibido favorablemente sus artículos anteriores. Esperaba que las ideas desarrolladas en él fueran tan nuevas para Darwin como lo eran para él y que aportaran el factor que faltaba para explicar el origen de las especies. Un barco de correo holandés, que salió de Ternate el 9 de marzo, transportó el paquete con la carta y el manuscrito vía Batavia hasta Singapur. Allí fue tomado por un vapor británico de la P&O Line con destino a Suez. En Egipto, se transportó por tierra hasta Alejandría y se embarcó por el Mediterráneo hasta Marsella en otro vapor de P&O Line. A través de París y Róterdam, el paquete llegó finalmente a Darwin en Downe, cerca de Londres, entre mediados de mayo y mediados de junio de 1858.

### Publicación

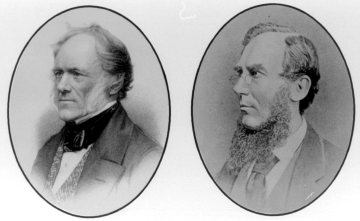
Charles Lyell y Joseph Dalton Hooker fueron los responsables de la publicación conjunta del manuscrito de Ternate que contiene extractos del trabajo de Darwin.

El momento en que Darwin recibió la carta y el manuscrito de Ternate ya no puede reconstruirse con exactitud, pues tanto la carta como el manuscrito original han desaparecido. Sorprendido por el contenido del manuscrito, Darwin escribió a Lyell: "Nunca vi una coindencia más sorprendente." Preocupado por la posibilidad de ser acusado de deshonesto si publicaba ahora su teoría, Darwin volvió a escribir a Lyell una semana después. Se refirió a su carta a Asa Gray en la que había esbozado los principales rasgos de su teoría en el otoño de 1857 y escribió: "Podría enviar a Wallace una copia de mi carta a Asa Gray para demostrarle que no le he robado su doctrina". También señaló que Joseph Dalton Hooker había leído su manuscrito de 1844 unos años antes. Hooker y Lyell decidieron que una publicación conjunta del manuscrito de Ternate con extractos del manuscrito de Darwin de 1844 y un resumen de su carta a Gray sería la mejor solución. El 29 de junio de 1858, Darwin no se sintió capaz de contribuir él mismo a la resolución del conflicto, ya que su hijo menor, Charles Waring (1856-1858), había fallecido la noche anterior tras enfermar cinco días de escarlatina.
Como la Sociedad Geológica de Londres era negativa hacia las contribuciones teóricas y la Sociedad Zoológica de Londres estaba dominada por Richard Owen, Hooker y Lyell decidieron publicar con la Sociedad Linneana de Londres. Debido al fallecimiento de Robert Brown, que era miembro del Consejo de la Sociedad y cuyo puesto debía cubrirse, la última reunión de la sesión de 1857/1858 se pospuso del 17 de junio de 1858 al 1 de julio. La víspera de la reunión, Hooker y Lyell enviaron los manuscritos que iban a leer Darwin y Wallace con una carta de presentación al secretario de la Sociedad, John Joseph Bennett (1801-1876). Su recibo fue registrad al día siguiente, presumiblemente por el bibliotecario Richard Kippist (1812-1882).
En ausencia de Wallace y Darwin, el 1 de julio de 1858 se leyó en la Sociedad Linneana de Londres el manuscrito de Ternate de Wallace, junto con un extracto del manuscrito inédito de Darwin, Natural Selection, y un resumen de su carta a Asa Gray. El 20 de agosto de 1858, los trabajos aparecieron en las Actas de la Sociedad.
A principios de octubre de 1858, Wallace agradeció a Hooker la publicación conjunta de su manuscrito con la obra de Darwin: "Permítanme en primer lugar agradecerle a usted y a Sir Charles Lyell sus amables servicios en este asunto y asegurarles mi satisfacción tanto por el curso que ha tomado como por la opinión favorable sobre mi ensayo que tan cortésmente han expresado. No puedo evitar verme como la parte favorecida en este asunto, ya que hasta ahora ha sido demasiado habitual dar todo el crédito a los primeros descubridores de un nuevo hecho o teoría y poco o nada a cualquier otra parte que haya llegado a la misma conclusión de forma independiente unos años o unas horas más tarde.

### Contenido
Con el Manuscrito de Ternate, Wallace se propuso demostrar "que existe un principio general de la naturaleza que hace que muchas variedades sobrevivan a sus especies progenitoras y que hace que las variaciones sucesivas se alejen cada vez más del tipo original". Estudió poblaciones de animales salvajes y describió su vida como una "lucha por la existencia" (en inglés: struggle for existence): "La vida de los animales salvajes es una lucha por la existencia."
A continuación, Wallace expuso sus ideas sobre la influencia de la fecundidad y las consecuencias de la reproducción en progresión geométrica en el crecimiento de la población de los animales salvajes: "La mayor o menor fertilidad de un animal se considera a menudo como una de las principales causas de su superioridad o inferioridad, pero una consideración de los hechos nos mostrará que esto tiene realmente poco o nada que ver con nuestra cuestión. Incluso el animal más estéril se reproduciría sin problemas, aunque es obvio que las poblaciones de animales deberían ser constantes. Incluso el animal más infértil se reproduciría sin problemas, aunque es obvio que las poblaciones de animales deberían ser constantes. Por ejemplo, nuestras propias observaciones deberían convencernos de que las aves no se reproducen en una proporción geométrica cada año, lo que harían si no existiera algún poderoso control sobre su reproducción natural. Un simple cálculo muestra que cada pareja de aves habría aumentado hasta casi 10 millones en 15 años. Sin embargo, no tenemos ninguna razón para creer que el número de aves en cualquier país vaya a aumentar en absoluto en 15 o 150 años. Por lo tanto, es lógico que cada año muera un número inmenso de pájaros, de hecho, tantos como los que nacen."
A continuación, describió el principio de la selección natural, pero sin utilizar este término: " Grandes nidadas son innecesarias ... El número de los que mueren cada año debe ser inmenso. Por término medio, todos menos uno se convierten en alimento de halcones y milanos, gatos salvajes y martas, o mueren de frío y hambre cuando llega el invierno. Y como la existencia individual de cada animal depende de sí mismo, los que mueren deben ser los más débiles -los muy jóvenes, los ancianos y los enfermos-, mientras que los que pueden prolongar su existencia sólo pueden ser los que gozan de la salud y el vigor más idóneos, los más capaces de conseguir alimentos con regularidad y de evitar a sus numerosos enemigos. Se trata, como señalábamos en la introducción, de "una lucha por la existencia" en la que siempre deben sucumbir los más débiles y menos organizados."
Llegó a la conclusión de que la supervivencia de los individuos favorecidos se produce mediante la adaptación a sus condiciones de vida: "Ahora bien, es evidente que lo que ocurre entre los individuos de una especie debe ocurrir también entre los grupos de especies emparentadas, es decir, que las que están mejor adaptadas para encontrar regularmente el alimento y son capaces de defenderse de los ataques de sus enemigos y de las vicisitudes de las estaciones, deben necesariamente adquirir y conservar una superioridad en el seno de la población, mientras que las especies que, por una deficiencia de fuerza o de organización, son las menos capaces de contrarrestar las vicisitudes en materia de alimentación, etc., deben disminuir en número y, en casos extremos, extinguirse por completo."
A continuación, Wallace se refirió a la variabilidad biológica de las poblaciones animales: "La mayor parte de las variaciones de la forma típica de una especie, o quizá todas ellas, deben tener efectos notables, aunque leves, en los hábitos o el rendimiento de los individuos. . Incluso un cambio de color, haciéndolo más o menos perceptible, podría afectar a su seguridad; una mayor o menor formación de pelo podría alterar sus hábitos de vida. Estaría mejor adaptada en todos los aspectos para garantizar su propia seguridad y ampliar su existencia individual y la de su raza. Tal variedad no podría volver a su forma original porque esa forma es una forma inferior que nunca podría competir con ella por la existencia."
Resumiendo afirmó: "Esta es la progresión y la desviación continua derivada de las leyes generales que regulan la existencia de los animales en su estado de naturaleza, así como del hecho indiscutible de que las variedades aparecen frecuentemente."
Luego manifestó: "La diferencia esencial en la naturaleza de los animales salvajes y domésticos es ésta: que en los primeros su bienestar y mera existencia depende del pleno ejercicio y salud de todos sus sentidos y facultades corporales, mientras que en los segundos éstos sólo se ejercen parcialmente y en algunos casos se inutilizan por completo."
Más adelante en el artículo, critica a Jean-Baptiste de Lamarck y su tesis de la transmisión de las habilidades adquiridas, retomando el ejemplo de la jirafa de Lamarck: "La jirafa adquirió su largo cuello no por codiciar las hojas de los arbustos más altos y estirar constantemente el cuello con ese fin, sino porque las variedades que aparecían con un cuello más largo de lo habitual entre sus antitipos se aseguraban inmediatamente la zona de pastoreo no consumida por encima del mismo terreno que sus compañeras de cuello corto, lo que les permitía sobrevivir a él cuando el alimento empezaba a escasear."
Wallace comparó finalmente todo su principio con el regulador centrífugo de una máquina de vapor: "El principio funciona exactamente como el regulador centrífugo de la máquina de vapor, registrando y corrigiendo cualquier irregularidad casi antes de que sea visible."

## Recepción
Las reacciones a la conferencia ante la Sociedad Linneana de Londres fueron reservadas. Su presidente, el zoólogo Thomas Bell, escribió en su informe sobre el año anterior, publicado en mayo de 1859: "El año pasado no ha estado marcado por uno de esos descubrimientos vanguardistas, que revolucionen nuestra especialidad por así decirlo". La revista The Zoologist reprodujo y reseñó el artículo de Procedimientos de la Sociedad Linneana. Darwin reconoció la contribución de Wallace a su teoría en 1861 en su introducción histórica a El origen de las especies, reescrita para la tercera edición.
Hubo que esperar a la década de 1960 para que los historiadores de la ciencia volvieran a ocuparse más intensamente de la obra de Wallace. En 1968, Barbara Beddall señaló por primera vez la ausencia de algunos documentos de 1858 y Lewis McKinney también publicó sobre esta circunstancia en 1972. Arnold Brackman acuñó el término "acuerdo delicado" para el acuerdo de 1858 en 1980.
John Brooks dudó de la fecha de llegada del manuscrito de Ternate, citada con frecuencia, el 18 de junio de 1858. Reconstruyó el itinerario del transporte del paquete de Wallace pero no pudo demostrar la fecha exacta de su llegada, aunque consideró más probable el 18 de mayo de 1858. Durante su examen del manuscrito de la Selección Natural de Darwin, que había comenzado en 1856 y que se conserva en la Biblioteca Universitaria de Cambridge, Brooks descubrió un inserto de 41 páginas escrito en papel de otro color, que supuso que Darwin había escrito después de recibir el manuscrito de Ternate.
La mayoría de los historiadores consideran que la acusación de plagio de Brook es infundada. Peter Bowler, Malcolm Kottler y Barbara Beddall señalaron los paralelismos en las vidas de Wallace y Darwin. Ambos experimentaron la biodiversidad en sus viajes de investigación. Ambos leyeron el Ensayo sobre el principio de la población de Malthus y los Principios de geología de Lyell. A partir de esta lectura y de sus propias observaciones, ambos sacaron por separado conclusiones similares sobre el funcionamiento de la evolución.
En su análisis comparativo de 2003, Ulrich Kutschera identificó seis diferencias significativas entre los artículos de Wallace y Darwin: 
1. Wallace enfatizó la diferencia entre variedades domesticadas y naturales, Darwin sus similitudes.
2. Wallace se refirió solo a los animales, Darwin también incluyó plantas en su argumentación.
3. Wallace enfatizó la competencia de los animales con su entorno y entre especies separadas, Darwin la competencia entre miembros de la misma especie.
4. Wallace no creía en la transmisión de características adquiridas, Darwin sí.
5. Wallace no mencionó el tiempo que tarda en surgir una nueva especie, Darwin asumió que era un proceso muy lento.
6. Darwin conocía un segundo principio de selección, la selección sexual .

Ninguno de ellos utilizó la palabra "evolución". A diferencia de Wallace, Darwin ya hablaba de "selección natural". Por otra parte, Wallace utilizó los términos "adaptación" y "población" en el sentido moderno por primera vez en el Manuscrito de Ternate.

## Prioridad
La posición de Wallace sobre la cuestión de la prioridad fue siempre clara. Lo aclaró de nuevo en una carta a Darwin en 1864:

En cuanto a la teoría de la "selección natural", siempre mantendré que es suya y sólo suya. Lo ha elaborado con tantos detalles que nunca había considerado, años antes de ver caer el primer rayo de luz sobre el tema ¡Mi ensayo no habría convencido a nadie o no habría registrado más que una especulación ingeniosa, mientras que su libro ha revolucionado la historia natural!
Alfred Russel Wallace a Charles Darwin, 29 de mayo de 1864

Reiteró su punto de vista en una carta al biólogo alemán Adolf Bernhard Meyer en 1869, en una nota con motivo de la reedición de su manuscrito de Ternate en la colección de ensayos Selección natural y naturaleza tropical, en el breve artículo El amanecer de un gran descubrimiento publicado en 1903 y en su autobiografía Mi vida de 1905, entre otros.